# Cholet-Pays de Loire 2009
La Cholet-Pays de Loire 2009, trentaduesima edizione della corsa e valida come evento dell'UCI Europe Tour 2009 categoria 1.1, si svolse il 22 marzo 2009 su un percorso di 205  km. Fu vinta dall'argentino Juan José Haedo che giunse al traguardo con il tempo di 4h47'31", alla media di 42,78  km/h.
Al traguardo 94 ciclisti tagliarono il traguardo.

## Ordine d'arrivo (Top 10)
| Pos. | Corridore          | Squadra       | Tempo    |
| ---- | ------------------ | ------------- | -------- |
| 1    | Juan José Haedo    | Saxo Bank     | 4h47'31" |
| 2    | Jimmy Casper       | Besson Chau.  | s.t.     |
| 3    | Alexandre Pichot   | Bouygues Tel. | s.t.     |
| 4    | Kevyn Ista         | Agritubel     | s.t.     |
| 5    | Matteo Carrara     | Vacansoleil   | s.t.     |
| 6    | Julien Mazet       | Auber 93      | s.t.     |
| 7    | Steven Tronet      | Roubaix       | s.t.     |
| 8    | David López García | C. d'Epargne  | s.t.     |
| 9    | Romain Feillu      | Agritubel     | s.t.     |
| 10   | Jure Kocjan        | Carmiooro     | s.t.     |